# Komodo (escacs)
Komodo i Dragon by Komodo Chess (també coneguts com a Dragon o Komodo Dragon) són motors d'escacs UCI desenvolupats per Komodo Chess, que forma part de Chess.com. Els motors van ser originalment escrits per Don Dailey i el GM Larry Kaufman. Dragon i Komodo són motors d'escacs comercials, però les versions anteriors de Komodo (13 o més) són gratuïtes per a ús no comercial. Dragon es troba constantment al capdavant de les llistes de classificació de motors d'escacs més importants, juntament amb Stockfish i Leela Chess Zero.

## Història

### Komodo
Komodo es va derivar de l'antic motor Doch de Don Dailey el gener de 2010. La primera versió multiprocessador de Komodo es va llançar el juny de 2013 com a Komodo 5.1 MP. Aquesta versió va ser una reescriptura important i un port de Komodo a C++11. Una versió d'un sol processador de Komodo (que va guanyar el torneig CCT15 al febrer d'aquell mateix any) es va llançar com a producte autònom poc abans del llançament de 5.1 MP. Aquesta versió, anomenada Komodo CCT, encara es basava en el codi C antic, i era aproximadament 30 Elo més forta que la versió de 5,1 MP, ja que aquesta darrera encara estava sotmesa a un treball massiu de neteja de codi.
Amb el llançament de Komodo 6 el 4 d'octubre de 2013, Don Dailey va anunciar que patia una forma aguda de leucèmia i que ja no contribuiria al desenvolupament futur de Komodo. El 8 d'octubre, Don va fer un anunci al fòrum Talkchess que Mark Lefler s'uniria a l'equip de Komodo i continuaria el seu desenvolupament.
El 24 de maig de 2018, Chess.com va anunciar que havia adquirit Komodo i que l'equip de Komodo s'havia unit a Chess.com. L'equip de Komodo ara es diu Komodo Chess.
El 17 de desembre de 2018, Komodo Chess va llançar Komodo 12.3 MCTS, una versió del motor Komodo 12.3 que utilitza arbre de cerca Monte Carlo en lloc de la poda alfa-beta / minimax.
L'última versió, Komodo 14.1, es va publicar el 2 de novembre de 2020.

### Dragon
El 9 de novembre de 2020, Komodo Chess va llançar Dragon by Komodo Chess 1.0, que inclou l'ús de xarxes neuronals actualitzables de manera eficient en la seva funció d'avaluació. Dragon es deriva de Komodo de la mateixa manera que Komodo es deriva de Doch. Dragon també s'anomena Komodo Dragon en certs tornejos com el Top Chess Engine Championship.
L'última versió, Dragon 3, es va publicar el 26 d'abril de 2022.

## Resultats en competicions

### Komodo
Komodo ha jugat a l'ICT 2010 a Leiden, i més enllà al CCT12 i CCT14. Komodo va tenir el seu primer èxit en el torneig el 2013, quan va guanyar el CCT15 amb una puntuació de 6½/7. A Komodo també li va sortir molt bé a la competició TCEC, on a la temporada 4, només va perdre vuit de les seves 53 partides i va aconseguir arribar a l'etapa 4 (Quarts de final), davant d'una competició molt forta que s'estava desenvolupant en vuit nuclis (Komodo funcionava amb un un sol processador). A la temporada 5 del TCEC, va guanyar la superfinal contra Stockfish. Va aconseguir tornar a arribar a la Superfinal de la temporada 6 del TCEC, però aquesta vegada va perdre davant Stockfish. Komodo va recuperar el títol a la temporada 7 del TCEC, derrotant a Stockfish a la superfinal. A la temporada 8 de TCEC, Komodo va tornar a derrotar a Stockfish a la superfinal. Komodo va guanyar tant el Campionat del món d'escacs informàtics com el Campionat del món de programari informàtic el 2016. Komodo va tornar a guanyar el Campionat Mundial d'escacs informàtics i el World Blitz el 2017. Komodo va quedar tercer a la temporada 11 del TCEC perdent davant Stockfish i Houdini, i va quedar segon a la temporada 12 perdent davant Stockfish.

#### Campionat d'escacs per ordinador
| Esdeveniment        | Any  | Controls de temps | Resultat | Ref    |
| ------------------- | ---- | ----------------- | -------- | ------ |
| CCC 1               | 2018 | 15+5              | 4t       | [ 28 ] |
| CCC 2               | 2018 | 5+2               | 2n       | [ 29 ] |
| CCC 3               | 2019 | 30+5              | 3r       | [ 30 ] |
| CCC 4               | 2019 | 1+2               | 4t       | [ 31 ] |
| CCC 5               | 2019 | 10+5              | 4t       | [ 32 ] |
| CCC 6               | 2019 | 10+10             | 7è       | [ 33 ] |
| CCC 7               | 2019 | 5+2               | 6è       | [ 34 ] |
| CCC 8               | 2019 | 15+5              | 6è       | [ 35 ] |
| CCC 9               | 2019 | 5+2               | 5è       | [ 36 ] |
| CCC 10              | 2019 | 10+3              | 4t       | [ 37 ] |
| CCC 11              | 2019 | 30+5              | 4t       | [ 38 ] |
| CCC 12              | 2020 | 1+1               | 4t       | [ 39 ] |
| CCC 13              | 2020 | 10+5              | 4t       | [ 40 ] |
| CCC 14              | 2020 | 10+3              | 5è       | [ 41 ] |
| CCC Blitz 2020      | 2020 | 5+5               | 9è       | [ 42 ] |
| CCC Blitz 2021      | 2021 | 5+5               | 10è      | [ 43 ] |
| CCC Chess 960 Blitz | 2021 | 5+5               | 9è       | [ 44 ] |

### Dragon

#### Campionat d'escacs per ordinador
| Esdeveniment        | Curs | Controls de temps | Resultat | Ref    |
| ------------------- | ---- | ----------------- | -------- | ------ |
| CCC Blitz 2020      | 2020 | 5+5               | 3r       | [ 45 ] |
| CCC Rapid 2021      | 2021 | 15+3              | 3r       | [ 46 ] |
| CCC Blitz 2021      | 2021 | 5+5               | 3r       | [ 47 ] |
| CCC Chess 960 Blitz | 2021 | 5+5               | 2n       | [ 48 ] |
| CCC 16: Ràpid       | 2021 | 15+3              | 3r       | [ 49 ] |
| CCC 16: Bullet      | 2021 | 2+1               | 2n       | [ 50 ] |
| CCC 16: Blitz       | 2022 | 5+5               | 2n       | [ 51 ] |
| CCC 17: Ràpid       | 2022 | 15+3              | 2n       | [ 52 ] |

#### Campionat de motor d'escacs superior
| Esdeveniment | Any  | Controls de temps | Resultat | Ref    |
| ------------ | ---- | ----------------- | -------- | ------ |
| Temporada 20 | 2020 | 60+7              | 3r       | [ 53 ] |
| Temporada 21 | 2021 | 90+9              | 3r       | [ 54 ] |

| Esdeveniment | Curs | Controls de temps | Resultat | Ref    |
| ------------ | ---- | ----------------- | -------- | ------ |
| Copa 8       | 2021 | 30+5              | 3r       | [ 55 ] |
| Copa 9       | 2021 | 30+5              | 3r       | [ 56 ] |

| Esdeveniment | Curs | Controls de temps | Resultat | Ref    |
| ------------ | ---- | ----------------- | -------- | ------ |
| FRC 3        | 2021 | 30+5              | 1r       | [ 57 ] |
| FRC 4        | 2022 | 30+5              | 3r       | [ 58 ] |

| Esdeveniment | Curs | Controls de temps | Resultat | Ref    |
| ------------ | ---- | ----------------- | -------- | ------ |
| Suïssa 1     | 2021 | 45+7              | 1r       | [ 59 ] |
| Suïssa 2     | 2022 | 45+7              | 1r       | [ 60 ] |

## Partides destacades
|   | a | b | c | d | e | f | g | h |   |
| 8 | a8 negres torre · d7 negres alfil · e7 negres torre · g7 negres rei · h7 negres peó · c6 negres peó · f6 negres peó · g6 negres peó · b5 negres peó · c5 blanques torre · d5 negres peó · a4 negres peó · b4 blanques peó · d4 blanques peó · f4 blanques peó · h4 blanques peó · e3 blanques peó · a2 blanques peó · f2 blanques peó · g2 blanques alfil · c1 blanques torre · g1 blanques rei | a8 negres torre · d7 negres alfil · e7 negres torre · g7 negres rei · h7 negres peó · c6 negres peó · f6 negres peó · g6 negres peó · b5 negres peó · c5 blanques torre · d5 negres peó · a4 negres peó · b4 blanques peó · d4 blanques peó · f4 blanques peó · h4 blanques peó · e3 blanques peó · a2 blanques peó · f2 blanques peó · g2 blanques alfil · c1 blanques torre · g1 blanques rei | a8 negres torre · d7 negres alfil · e7 negres torre · g7 negres rei · h7 negres peó · c6 negres peó · f6 negres peó · g6 negres peó · b5 negres peó · c5 blanques torre · d5 negres peó · a4 negres peó · b4 blanques peó · d4 blanques peó · f4 blanques peó · h4 blanques peó · e3 blanques peó · a2 blanques peó · f2 blanques peó · g2 blanques alfil · c1 blanques torre · g1 blanques rei | a8 negres torre · d7 negres alfil · e7 negres torre · g7 negres rei · h7 negres peó · c6 negres peó · f6 negres peó · g6 negres peó · b5 negres peó · c5 blanques torre · d5 negres peó · a4 negres peó · b4 blanques peó · d4 blanques peó · f4 blanques peó · h4 blanques peó · e3 blanques peó · a2 blanques peó · f2 blanques peó · g2 blanques alfil · c1 blanques torre · g1 blanques rei | a8 negres torre · d7 negres alfil · e7 negres torre · g7 negres rei · h7 negres peó · c6 negres peó · f6 negres peó · g6 negres peó · b5 negres peó · c5 blanques torre · d5 negres peó · a4 negres peó · b4 blanques peó · d4 blanques peó · f4 blanques peó · h4 blanques peó · e3 blanques peó · a2 blanques peó · f2 blanques peó · g2 blanques alfil · c1 blanques torre · g1 blanques rei | a8 negres torre · d7 negres alfil · e7 negres torre · g7 negres rei · h7 negres peó · c6 negres peó · f6 negres peó · g6 negres peó · b5 negres peó · c5 blanques torre · d5 negres peó · a4 negres peó · b4 blanques peó · d4 blanques peó · f4 blanques peó · h4 blanques peó · e3 blanques peó · a2 blanques peó · f2 blanques peó · g2 blanques alfil · c1 blanques torre · g1 blanques rei | a8 negres torre · d7 negres alfil · e7 negres torre · g7 negres rei · h7 negres peó · c6 negres peó · f6 negres peó · g6 negres peó · b5 negres peó · c5 blanques torre · d5 negres peó · a4 negres peó · b4 blanques peó · d4 blanques peó · f4 blanques peó · h4 blanques peó · e3 blanques peó · a2 blanques peó · f2 blanques peó · g2 blanques alfil · c1 blanques torre · g1 blanques rei | a8 negres torre · d7 negres alfil · e7 negres torre · g7 negres rei · h7 negres peó · c6 negres peó · f6 negres peó · g6 negres peó · b5 negres peó · c5 blanques torre · d5 negres peó · a4 negres peó · b4 blanques peó · d4 blanques peó · f4 blanques peó · h4 blanques peó · e3 blanques peó · a2 blanques peó · f2 blanques peó · g2 blanques alfil · c1 blanques torre · g1 blanques rei | 8 |
| 7 | a8 negres torre · d7 negres alfil · e7 negres torre · g7 negres rei · h7 negres peó · c6 negres peó · f6 negres peó · g6 negres peó · b5 negres peó · c5 blanques torre · d5 negres peó · a4 negres peó · b4 blanques peó · d4 blanques peó · f4 blanques peó · h4 blanques peó · e3 blanques peó · a2 blanques peó · f2 blanques peó · g2 blanques alfil · c1 blanques torre · g1 blanques rei | a8 negres torre · d7 negres alfil · e7 negres torre · g7 negres rei · h7 negres peó · c6 negres peó · f6 negres peó · g6 negres peó · b5 negres peó · c5 blanques torre · d5 negres peó · a4 negres peó · b4 blanques peó · d4 blanques peó · f4 blanques peó · h4 blanques peó · e3 blanques peó · a2 blanques peó · f2 blanques peó · g2 blanques alfil · c1 blanques torre · g1 blanques rei | a8 negres torre · d7 negres alfil · e7 negres torre · g7 negres rei · h7 negres peó · c6 negres peó · f6 negres peó · g6 negres peó · b5 negres peó · c5 blanques torre · d5 negres peó · a4 negres peó · b4 blanques peó · d4 blanques peó · f4 blanques peó · h4 blanques peó · e3 blanques peó · a2 blanques peó · f2 blanques peó · g2 blanques alfil · c1 blanques torre · g1 blanques rei | a8 negres torre · d7 negres alfil · e7 negres torre · g7 negres rei · h7 negres peó · c6 negres peó · f6 negres peó · g6 negres peó · b5 negres peó · c5 blanques torre · d5 negres peó · a4 negres peó · b4 blanques peó · d4 blanques peó · f4 blanques peó · h4 blanques peó · e3 blanques peó · a2 blanques peó · f2 blanques peó · g2 blanques alfil · c1 blanques torre · g1 blanques rei | a8 negres torre · d7 negres alfil · e7 negres torre · g7 negres rei · h7 negres peó · c6 negres peó · f6 negres peó · g6 negres peó · b5 negres peó · c5 blanques torre · d5 negres peó · a4 negres peó · b4 blanques peó · d4 blanques peó · f4 blanques peó · h4 blanques peó · e3 blanques peó · a2 blanques peó · f2 blanques peó · g2 blanques alfil · c1 blanques torre · g1 blanques rei | a8 negres torre · d7 negres alfil · e7 negres torre · g7 negres rei · h7 negres peó · c6 negres peó · f6 negres peó · g6 negres peó · b5 negres peó · c5 blanques torre · d5 negres peó · a4 negres peó · b4 blanques peó · d4 blanques peó · f4 blanques peó · h4 blanques peó · e3 blanques peó · a2 blanques peó · f2 blanques peó · g2 blanques alfil · c1 blanques torre · g1 blanques rei | a8 negres torre · d7 negres alfil · e7 negres torre · g7 negres rei · h7 negres peó · c6 negres peó · f6 negres peó · g6 negres peó · b5 negres peó · c5 blanques torre · d5 negres peó · a4 negres peó · b4 blanques peó · d4 blanques peó · f4 blanques peó · h4 blanques peó · e3 blanques peó · a2 blanques peó · f2 blanques peó · g2 blanques alfil · c1 blanques torre · g1 blanques rei | a8 negres torre · d7 negres alfil · e7 negres torre · g7 negres rei · h7 negres peó · c6 negres peó · f6 negres peó · g6 negres peó · b5 negres peó · c5 blanques torre · d5 negres peó · a4 negres peó · b4 blanques peó · d4 blanques peó · f4 blanques peó · h4 blanques peó · e3 blanques peó · a2 blanques peó · f2 blanques peó · g2 blanques alfil · c1 blanques torre · g1 blanques rei | 7 |
| 6 | a8 negres torre · d7 negres alfil · e7 negres torre · g7 negres rei · h7 negres peó · c6 negres peó · f6 negres peó · g6 negres peó · b5 negres peó · c5 blanques torre · d5 negres peó · a4 negres peó · b4 blanques peó · d4 blanques peó · f4 blanques peó · h4 blanques peó · e3 blanques peó · a2 blanques peó · f2 blanques peó · g2 blanques alfil · c1 blanques torre · g1 blanques rei | a8 negres torre · d7 negres alfil · e7 negres torre · g7 negres rei · h7 negres peó · c6 negres peó · f6 negres peó · g6 negres peó · b5 negres peó · c5 blanques torre · d5 negres peó · a4 negres peó · b4 blanques peó · d4 blanques peó · f4 blanques peó · h4 blanques peó · e3 blanques peó · a2 blanques peó · f2 blanques peó · g2 blanques alfil · c1 blanques torre · g1 blanques rei | a8 negres torre · d7 negres alfil · e7 negres torre · g7 negres rei · h7 negres peó · c6 negres peó · f6 negres peó · g6 negres peó · b5 negres peó · c5 blanques torre · d5 negres peó · a4 negres peó · b4 blanques peó · d4 blanques peó · f4 blanques peó · h4 blanques peó · e3 blanques peó · a2 blanques peó · f2 blanques peó · g2 blanques alfil · c1 blanques torre · g1 blanques rei | a8 negres torre · d7 negres alfil · e7 negres torre · g7 negres rei · h7 negres peó · c6 negres peó · f6 negres peó · g6 negres peó · b5 negres peó · c5 blanques torre · d5 negres peó · a4 negres peó · b4 blanques peó · d4 blanques peó · f4 blanques peó · h4 blanques peó · e3 blanques peó · a2 blanques peó · f2 blanques peó · g2 blanques alfil · c1 blanques torre · g1 blanques rei | a8 negres torre · d7 negres alfil · e7 negres torre · g7 negres rei · h7 negres peó · c6 negres peó · f6 negres peó · g6 negres peó · b5 negres peó · c5 blanques torre · d5 negres peó · a4 negres peó · b4 blanques peó · d4 blanques peó · f4 blanques peó · h4 blanques peó · e3 blanques peó · a2 blanques peó · f2 blanques peó · g2 blanques alfil · c1 blanques torre · g1 blanques rei | a8 negres torre · d7 negres alfil · e7 negres torre · g7 negres rei · h7 negres peó · c6 negres peó · f6 negres peó · g6 negres peó · b5 negres peó · c5 blanques torre · d5 negres peó · a4 negres peó · b4 blanques peó · d4 blanques peó · f4 blanques peó · h4 blanques peó · e3 blanques peó · a2 blanques peó · f2 blanques peó · g2 blanques alfil · c1 blanques torre · g1 blanques rei | a8 negres torre · d7 negres alfil · e7 negres torre · g7 negres rei · h7 negres peó · c6 negres peó · f6 negres peó · g6 negres peó · b5 negres peó · c5 blanques torre · d5 negres peó · a4 negres peó · b4 blanques peó · d4 blanques peó · f4 blanques peó · h4 blanques peó · e3 blanques peó · a2 blanques peó · f2 blanques peó · g2 blanques alfil · c1 blanques torre · g1 blanques rei | a8 negres torre · d7 negres alfil · e7 negres torre · g7 negres rei · h7 negres peó · c6 negres peó · f6 negres peó · g6 negres peó · b5 negres peó · c5 blanques torre · d5 negres peó · a4 negres peó · b4 blanques peó · d4 blanques peó · f4 blanques peó · h4 blanques peó · e3 blanques peó · a2 blanques peó · f2 blanques peó · g2 blanques alfil · c1 blanques torre · g1 blanques rei | 6 |
| 5 | a8 negres torre · d7 negres alfil · e7 negres torre · g7 negres rei · h7 negres peó · c6 negres peó · f6 negres peó · g6 negres peó · b5 negres peó · c5 blanques torre · d5 negres peó · a4 negres peó · b4 blanques peó · d4 blanques peó · f4 blanques peó · h4 blanques peó · e3 blanques peó · a2 blanques peó · f2 blanques peó · g2 blanques alfil · c1 blanques torre · g1 blanques rei | a8 negres torre · d7 negres alfil · e7 negres torre · g7 negres rei · h7 negres peó · c6 negres peó · f6 negres peó · g6 negres peó · b5 negres peó · c5 blanques torre · d5 negres peó · a4 negres peó · b4 blanques peó · d4 blanques peó · f4 blanques peó · h4 blanques peó · e3 blanques peó · a2 blanques peó · f2 blanques peó · g2 blanques alfil · c1 blanques torre · g1 blanques rei | a8 negres torre · d7 negres alfil · e7 negres torre · g7 negres rei · h7 negres peó · c6 negres peó · f6 negres peó · g6 negres peó · b5 negres peó · c5 blanques torre · d5 negres peó · a4 negres peó · b4 blanques peó · d4 blanques peó · f4 blanques peó · h4 blanques peó · e3 blanques peó · a2 blanques peó · f2 blanques peó · g2 blanques alfil · c1 blanques torre · g1 blanques rei | a8 negres torre · d7 negres alfil · e7 negres torre · g7 negres rei · h7 negres peó · c6 negres peó · f6 negres peó · g6 negres peó · b5 negres peó · c5 blanques torre · d5 negres peó · a4 negres peó · b4 blanques peó · d4 blanques peó · f4 blanques peó · h4 blanques peó · e3 blanques peó · a2 blanques peó · f2 blanques peó · g2 blanques alfil · c1 blanques torre · g1 blanques rei | a8 negres torre · d7 negres alfil · e7 negres torre · g7 negres rei · h7 negres peó · c6 negres peó · f6 negres peó · g6 negres peó · b5 negres peó · c5 blanques torre · d5 negres peó · a4 negres peó · b4 blanques peó · d4 blanques peó · f4 blanques peó · h4 blanques peó · e3 blanques peó · a2 blanques peó · f2 blanques peó · g2 blanques alfil · c1 blanques torre · g1 blanques rei | a8 negres torre · d7 negres alfil · e7 negres torre · g7 negres rei · h7 negres peó · c6 negres peó · f6 negres peó · g6 negres peó · b5 negres peó · c5 blanques torre · d5 negres peó · a4 negres peó · b4 blanques peó · d4 blanques peó · f4 blanques peó · h4 blanques peó · e3 blanques peó · a2 blanques peó · f2 blanques peó · g2 blanques alfil · c1 blanques torre · g1 blanques rei | a8 negres torre · d7 negres alfil · e7 negres torre · g7 negres rei · h7 negres peó · c6 negres peó · f6 negres peó · g6 negres peó · b5 negres peó · c5 blanques torre · d5 negres peó · a4 negres peó · b4 blanques peó · d4 blanques peó · f4 blanques peó · h4 blanques peó · e3 blanques peó · a2 blanques peó · f2 blanques peó · g2 blanques alfil · c1 blanques torre · g1 blanques rei | a8 negres torre · d7 negres alfil · e7 negres torre · g7 negres rei · h7 negres peó · c6 negres peó · f6 negres peó · g6 negres peó · b5 negres peó · c5 blanques torre · d5 negres peó · a4 negres peó · b4 blanques peó · d4 blanques peó · f4 blanques peó · h4 blanques peó · e3 blanques peó · a2 blanques peó · f2 blanques peó · g2 blanques alfil · c1 blanques torre · g1 blanques rei | 5 |
| 4 | a8 negres torre · d7 negres alfil · e7 negres torre · g7 negres rei · h7 negres peó · c6 negres peó · f6 negres peó · g6 negres peó · b5 negres peó · c5 blanques torre · d5 negres peó · a4 negres peó · b4 blanques peó · d4 blanques peó · f4 blanques peó · h4 blanques peó · e3 blanques peó · a2 blanques peó · f2 blanques peó · g2 blanques alfil · c1 blanques torre · g1 blanques rei | a8 negres torre · d7 negres alfil · e7 negres torre · g7 negres rei · h7 negres peó · c6 negres peó · f6 negres peó · g6 negres peó · b5 negres peó · c5 blanques torre · d5 negres peó · a4 negres peó · b4 blanques peó · d4 blanques peó · f4 blanques peó · h4 blanques peó · e3 blanques peó · a2 blanques peó · f2 blanques peó · g2 blanques alfil · c1 blanques torre · g1 blanques rei | a8 negres torre · d7 negres alfil · e7 negres torre · g7 negres rei · h7 negres peó · c6 negres peó · f6 negres peó · g6 negres peó · b5 negres peó · c5 blanques torre · d5 negres peó · a4 negres peó · b4 blanques peó · d4 blanques peó · f4 blanques peó · h4 blanques peó · e3 blanques peó · a2 blanques peó · f2 blanques peó · g2 blanques alfil · c1 blanques torre · g1 blanques rei | a8 negres torre · d7 negres alfil · e7 negres torre · g7 negres rei · h7 negres peó · c6 negres peó · f6 negres peó · g6 negres peó · b5 negres peó · c5 blanques torre · d5 negres peó · a4 negres peó · b4 blanques peó · d4 blanques peó · f4 blanques peó · h4 blanques peó · e3 blanques peó · a2 blanques peó · f2 blanques peó · g2 blanques alfil · c1 blanques torre · g1 blanques rei | a8 negres torre · d7 negres alfil · e7 negres torre · g7 negres rei · h7 negres peó · c6 negres peó · f6 negres peó · g6 negres peó · b5 negres peó · c5 blanques torre · d5 negres peó · a4 negres peó · b4 blanques peó · d4 blanques peó · f4 blanques peó · h4 blanques peó · e3 blanques peó · a2 blanques peó · f2 blanques peó · g2 blanques alfil · c1 blanques torre · g1 blanques rei | a8 negres torre · d7 negres alfil · e7 negres torre · g7 negres rei · h7 negres peó · c6 negres peó · f6 negres peó · g6 negres peó · b5 negres peó · c5 blanques torre · d5 negres peó · a4 negres peó · b4 blanques peó · d4 blanques peó · f4 blanques peó · h4 blanques peó · e3 blanques peó · a2 blanques peó · f2 blanques peó · g2 blanques alfil · c1 blanques torre · g1 blanques rei | a8 negres torre · d7 negres alfil · e7 negres torre · g7 negres rei · h7 negres peó · c6 negres peó · f6 negres peó · g6 negres peó · b5 negres peó · c5 blanques torre · d5 negres peó · a4 negres peó · b4 blanques peó · d4 blanques peó · f4 blanques peó · h4 blanques peó · e3 blanques peó · a2 blanques peó · f2 blanques peó · g2 blanques alfil · c1 blanques torre · g1 blanques rei | a8 negres torre · d7 negres alfil · e7 negres torre · g7 negres rei · h7 negres peó · c6 negres peó · f6 negres peó · g6 negres peó · b5 negres peó · c5 blanques torre · d5 negres peó · a4 negres peó · b4 blanques peó · d4 blanques peó · f4 blanques peó · h4 blanques peó · e3 blanques peó · a2 blanques peó · f2 blanques peó · g2 blanques alfil · c1 blanques torre · g1 blanques rei | 4 |
| 3 | a8 negres torre · d7 negres alfil · e7 negres torre · g7 negres rei · h7 negres peó · c6 negres peó · f6 negres peó · g6 negres peó · b5 negres peó · c5 blanques torre · d5 negres peó · a4 negres peó · b4 blanques peó · d4 blanques peó · f4 blanques peó · h4 blanques peó · e3 blanques peó · a2 blanques peó · f2 blanques peó · g2 blanques alfil · c1 blanques torre · g1 blanques rei | a8 negres torre · d7 negres alfil · e7 negres torre · g7 negres rei · h7 negres peó · c6 negres peó · f6 negres peó · g6 negres peó · b5 negres peó · c5 blanques torre · d5 negres peó · a4 negres peó · b4 blanques peó · d4 blanques peó · f4 blanques peó · h4 blanques peó · e3 blanques peó · a2 blanques peó · f2 blanques peó · g2 blanques alfil · c1 blanques torre · g1 blanques rei | a8 negres torre · d7 negres alfil · e7 negres torre · g7 negres rei · h7 negres peó · c6 negres peó · f6 negres peó · g6 negres peó · b5 negres peó · c5 blanques torre · d5 negres peó · a4 negres peó · b4 blanques peó · d4 blanques peó · f4 blanques peó · h4 blanques peó · e3 blanques peó · a2 blanques peó · f2 blanques peó · g2 blanques alfil · c1 blanques torre · g1 blanques rei | a8 negres torre · d7 negres alfil · e7 negres torre · g7 negres rei · h7 negres peó · c6 negres peó · f6 negres peó · g6 negres peó · b5 negres peó · c5 blanques torre · d5 negres peó · a4 negres peó · b4 blanques peó · d4 blanques peó · f4 blanques peó · h4 blanques peó · e3 blanques peó · a2 blanques peó · f2 blanques peó · g2 blanques alfil · c1 blanques torre · g1 blanques rei | a8 negres torre · d7 negres alfil · e7 negres torre · g7 negres rei · h7 negres peó · c6 negres peó · f6 negres peó · g6 negres peó · b5 negres peó · c5 blanques torre · d5 negres peó · a4 negres peó · b4 blanques peó · d4 blanques peó · f4 blanques peó · h4 blanques peó · e3 blanques peó · a2 blanques peó · f2 blanques peó · g2 blanques alfil · c1 blanques torre · g1 blanques rei | a8 negres torre · d7 negres alfil · e7 negres torre · g7 negres rei · h7 negres peó · c6 negres peó · f6 negres peó · g6 negres peó · b5 negres peó · c5 blanques torre · d5 negres peó · a4 negres peó · b4 blanques peó · d4 blanques peó · f4 blanques peó · h4 blanques peó · e3 blanques peó · a2 blanques peó · f2 blanques peó · g2 blanques alfil · c1 blanques torre · g1 blanques rei | a8 negres torre · d7 negres alfil · e7 negres torre · g7 negres rei · h7 negres peó · c6 negres peó · f6 negres peó · g6 negres peó · b5 negres peó · c5 blanques torre · d5 negres peó · a4 negres peó · b4 blanques peó · d4 blanques peó · f4 blanques peó · h4 blanques peó · e3 blanques peó · a2 blanques peó · f2 blanques peó · g2 blanques alfil · c1 blanques torre · g1 blanques rei | a8 negres torre · d7 negres alfil · e7 negres torre · g7 negres rei · h7 negres peó · c6 negres peó · f6 negres peó · g6 negres peó · b5 negres peó · c5 blanques torre · d5 negres peó · a4 negres peó · b4 blanques peó · d4 blanques peó · f4 blanques peó · h4 blanques peó · e3 blanques peó · a2 blanques peó · f2 blanques peó · g2 blanques alfil · c1 blanques torre · g1 blanques rei | 3 |
| 2 | a8 negres torre · d7 negres alfil · e7 negres torre · g7 negres rei · h7 negres peó · c6 negres peó · f6 negres peó · g6 negres peó · b5 negres peó · c5 blanques torre · d5 negres peó · a4 negres peó · b4 blanques peó · d4 blanques peó · f4 blanques peó · h4 blanques peó · e3 blanques peó · a2 blanques peó · f2 blanques peó · g2 blanques alfil · c1 blanques torre · g1 blanques rei | a8 negres torre · d7 negres alfil · e7 negres torre · g7 negres rei · h7 negres peó · c6 negres peó · f6 negres peó · g6 negres peó · b5 negres peó · c5 blanques torre · d5 negres peó · a4 negres peó · b4 blanques peó · d4 blanques peó · f4 blanques peó · h4 blanques peó · e3 blanques peó · a2 blanques peó · f2 blanques peó · g2 blanques alfil · c1 blanques torre · g1 blanques rei | a8 negres torre · d7 negres alfil · e7 negres torre · g7 negres rei · h7 negres peó · c6 negres peó · f6 negres peó · g6 negres peó · b5 negres peó · c5 blanques torre · d5 negres peó · a4 negres peó · b4 blanques peó · d4 blanques peó · f4 blanques peó · h4 blanques peó · e3 blanques peó · a2 blanques peó · f2 blanques peó · g2 blanques alfil · c1 blanques torre · g1 blanques rei | a8 negres torre · d7 negres alfil · e7 negres torre · g7 negres rei · h7 negres peó · c6 negres peó · f6 negres peó · g6 negres peó · b5 negres peó · c5 blanques torre · d5 negres peó · a4 negres peó · b4 blanques peó · d4 blanques peó · f4 blanques peó · h4 blanques peó · e3 blanques peó · a2 blanques peó · f2 blanques peó · g2 blanques alfil · c1 blanques torre · g1 blanques rei | a8 negres torre · d7 negres alfil · e7 negres torre · g7 negres rei · h7 negres peó · c6 negres peó · f6 negres peó · g6 negres peó · b5 negres peó · c5 blanques torre · d5 negres peó · a4 negres peó · b4 blanques peó · d4 blanques peó · f4 blanques peó · h4 blanques peó · e3 blanques peó · a2 blanques peó · f2 blanques peó · g2 blanques alfil · c1 blanques torre · g1 blanques rei | a8 negres torre · d7 negres alfil · e7 negres torre · g7 negres rei · h7 negres peó · c6 negres peó · f6 negres peó · g6 negres peó · b5 negres peó · c5 blanques torre · d5 negres peó · a4 negres peó · b4 blanques peó · d4 blanques peó · f4 blanques peó · h4 blanques peó · e3 blanques peó · a2 blanques peó · f2 blanques peó · g2 blanques alfil · c1 blanques torre · g1 blanques rei | a8 negres torre · d7 negres alfil · e7 negres torre · g7 negres rei · h7 negres peó · c6 negres peó · f6 negres peó · g6 negres peó · b5 negres peó · c5 blanques torre · d5 negres peó · a4 negres peó · b4 blanques peó · d4 blanques peó · f4 blanques peó · h4 blanques peó · e3 blanques peó · a2 blanques peó · f2 blanques peó · g2 blanques alfil · c1 blanques torre · g1 blanques rei | a8 negres torre · d7 negres alfil · e7 negres torre · g7 negres rei · h7 negres peó · c6 negres peó · f6 negres peó · g6 negres peó · b5 negres peó · c5 blanques torre · d5 negres peó · a4 negres peó · b4 blanques peó · d4 blanques peó · f4 blanques peó · h4 blanques peó · e3 blanques peó · a2 blanques peó · f2 blanques peó · g2 blanques alfil · c1 blanques torre · g1 blanques rei | 2 |
| 1 | a8 negres torre · d7 negres alfil · e7 negres torre · g7 negres rei · h7 negres peó · c6 negres peó · f6 negres peó · g6 negres peó · b5 negres peó · c5 blanques torre · d5 negres peó · a4 negres peó · b4 blanques peó · d4 blanques peó · f4 blanques peó · h4 blanques peó · e3 blanques peó · a2 blanques peó · f2 blanques peó · g2 blanques alfil · c1 blanques torre · g1 blanques rei | a8 negres torre · d7 negres alfil · e7 negres torre · g7 negres rei · h7 negres peó · c6 negres peó · f6 negres peó · g6 negres peó · b5 negres peó · c5 blanques torre · d5 negres peó · a4 negres peó · b4 blanques peó · d4 blanques peó · f4 blanques peó · h4 blanques peó · e3 blanques peó · a2 blanques peó · f2 blanques peó · g2 blanques alfil · c1 blanques torre · g1 blanques rei | a8 negres torre · d7 negres alfil · e7 negres torre · g7 negres rei · h7 negres peó · c6 negres peó · f6 negres peó · g6 negres peó · b5 negres peó · c5 blanques torre · d5 negres peó · a4 negres peó · b4 blanques peó · d4 blanques peó · f4 blanques peó · h4 blanques peó · e3 blanques peó · a2 blanques peó · f2 blanques peó · g2 blanques alfil · c1 blanques torre · g1 blanques rei | a8 negres torre · d7 negres alfil · e7 negres torre · g7 negres rei · h7 negres peó · c6 negres peó · f6 negres peó · g6 negres peó · b5 negres peó · c5 blanques torre · d5 negres peó · a4 negres peó · b4 blanques peó · d4 blanques peó · f4 blanques peó · h4 blanques peó · e3 blanques peó · a2 blanques peó · f2 blanques peó · g2 blanques alfil · c1 blanques torre · g1 blanques rei | a8 negres torre · d7 negres alfil · e7 negres torre · g7 negres rei · h7 negres peó · c6 negres peó · f6 negres peó · g6 negres peó · b5 negres peó · c5 blanques torre · d5 negres peó · a4 negres peó · b4 blanques peó · d4 blanques peó · f4 blanques peó · h4 blanques peó · e3 blanques peó · a2 blanques peó · f2 blanques peó · g2 blanques alfil · c1 blanques torre · g1 blanques rei | a8 negres torre · d7 negres alfil · e7 negres torre · g7 negres rei · h7 negres peó · c6 negres peó · f6 negres peó · g6 negres peó · b5 negres peó · c5 blanques torre · d5 negres peó · a4 negres peó · b4 blanques peó · d4 blanques peó · f4 blanques peó · h4 blanques peó · e3 blanques peó · a2 blanques peó · f2 blanques peó · g2 blanques alfil · c1 blanques torre · g1 blanques rei | a8 negres torre · d7 negres alfil · e7 negres torre · g7 negres rei · h7 negres peó · c6 negres peó · f6 negres peó · g6 negres peó · b5 negres peó · c5 blanques torre · d5 negres peó · a4 negres peó · b4 blanques peó · d4 blanques peó · f4 blanques peó · h4 blanques peó · e3 blanques peó · a2 blanques peó · f2 blanques peó · g2 blanques alfil · c1 blanques torre · g1 blanques rei | a8 negres torre · d7 negres alfil · e7 negres torre · g7 negres rei · h7 negres peó · c6 negres peó · f6 negres peó · g6 negres peó · b5 negres peó · c5 blanques torre · d5 negres peó · a4 negres peó · b4 blanques peó · d4 blanques peó · f4 blanques peó · h4 blanques peó · e3 blanques peó · a2 blanques peó · f2 blanques peó · g2 blanques alfil · c1 blanques torre · g1 blanques rei | 1 |
|   | a | b | c | d | e | f | g | h |   |

- Komodo vs Hannibal, nTCEC - Etapa 2b - Temporada 1, Ronda 4.1, ECO: A10, 1–0 Arxivat 2016-03-04 a Wayback Machine. Komodo sacrifica un intercanvi pel guany de posició.[61]
- Gull vs Komodo, nTCEC - Etapa 3 - Temporada 2, Ronda 2.2, ECO: E10, 0–1 Arxivat 2016-03-04 a Wayback Machine.[61][62]